# Ministero della difesa (Venezuela)
Il ministero del potere popolare della difesa (in spagnolo: Ministerio del Poder Popular para la Defensa; MPPD) è il dicastero del governo venezuelano responsabile della gestione della Fuerza Armada Nacional Bolivariana.

## Storia
Il ministero fu fondato il 25 aprile 1810 dalla giunta suprema di Caracas con il nome di Despacho de Guerra y Marina (Ufficio della Guerra e della Marina), e il primo ufficiale fu il capitano di fregata Lino de Clemente.
Ha assunto l'attuale denominazione nel 2007, in passato è stato noto come:
- Ufficio della Guerra e della Marina (Despacho de Guerra y Marina; 1810-1863)
- Ministero della Marina (Ministerio de Marina; 1863-1874)
- Ministero della Guerra e della Marina (Ministerio de Guerra y Marina; 1874-1946)
- Ministero della Difesa Nazionale (Ministerio de la Defensa Nacional; 1946-1951)
- Ministero della Difesa (Ministerio de Defensa; 1951-2007)

## Lista
| #   | Nome                         | Inizio mandato    | Fine mandato      | Presidente                  |
| --- | ---------------------------- | ----------------- | ----------------- | --------------------------- |
| 1   | Lino de Clemente             | 1810              | 1812              | Cristóbal Mendoza           |
| 2   | Lino de Clemente             | 1812              | 1812              | Francisco Espejo            |
| 3   | Lino de Clemente             | 1812              | 1812              | Francisco de Miranda        |
| 4   | Lino de Clemente             | 1813              | 1814              | Simón Bolívar               |
| 5   | Tomás Montilla               | 1817              | 1821              | Simón Bolívar               |
| 6   | Pedro Briceño Méndez         | 1821              | 1825              | Simón Bolívar               |
| 7   | Carlos Soublette             | 1825              | 1828              | Simón Bolívar               |
| 8   | Rafael Urdaneta              | 1828              | 1829              | Simón Bolívar               |
| 9   | Carlos Soublette             | 1829              | 1835              | José Antonio Páez           |
| 10  | Francisco Conde              | 1835              | 1835              | José María Vargas           |
| 11  | Francisco Hernáiz            | 1836              | 1836              | José María Vargas           |
| 12  | Francisco Hernáiz            | 1836              | 1837              | Andrés Narvarte             |
| 13  | Guillermo Smith              | 1837              | 1839              | Carlos Soublette            |
| 14  | Rafael Urdaneta              | 1839              | 1843              | José Antonio Páez           |
| 15  | Rafael Urdaneta              | 1843              | 1847              | Carlos Soublette            |
| 16  | Francisco Mejia              | 1847              | 1851              | José Tadeo Monagas          |
| 17  | Francisco Mejia              | 1851              | 1855              | José Gregorio Monagas       |
| 18  | Francisco Mejia              | 1855              | 1858              | José Tadeo Monagas          |
| 19  | Domingo Hernández            | 1858              | 1859              | Julián Castro               |
| 20  | Domingo Hernández            | 1859              | 1861              | Manuel Felipe Tovar         |
| 21  | Manuel Ezequiel Bruzual      | 1863              | 1864              | Juan Crisóstomo Falcón      |
| 22  | José Ruperto Monagas         | 1864              | 1868              | Juan Crisóstomo Falcón      |
| 23  | José Ruperto Monagas         | 1868              | 1870              | José Ruperto Monagas        |
| 24  | José Ignacio Pulido          | 1870              | 1874              | Antonio Guzmán Blanco       |
| 25  | Joaquín Crespo               | 1874              | 1877              | Antonio Guzmán Blanco       |
| 26  | Ramón Guerra                 | 1892              | 1894              | Joaquín Crespo              |
| 27  | José Ignacio Pulido          | 1899              | 1902              | Cipriano Castro             |
| 28  | Ramón Guerra                 | 1902              | 1903              | Cipriano Castro             |
| 29  | José María García Gómez      | 1903              | 1903              | Cipriano Castro             |
| 30  | Manuel Salvador Araujo       | 1903              | 1904              | Cipriano Castro             |
| 31  | Joaquin Garrido              | 1904              | 1905              | Cipriano Castro             |
| 32  | José María García Gómez      | 1905              | 1906              | Cipriano Castro             |
| 33  | Diego Bautista Ferrer        | 1906 (ad interim) | 1906 (ad interim) | Cipriano Castro             |
| 34  | Manuel Salvador Araujo       | 1906              | 1907              | Cipriano Castro             |
| 35  | Diego Bautista Ferrer        | 1907              | 1908              | Cipriano Castro             |
| 36  | Régulo Olivares              | 1908              | 1911              | Juan Vicente Gómez          |
| 37  | Manuel Vicente Castro Zavala | 1911              | 1912              | Juan Vicente Gómez          |
| 38  | Ismael Pereira Álvarez       | 1912              | 1913              | Juan Vicente Gómez          |
| 39  | Victorino Márquez Bustillos  | 1913              | 1914              | Juan Vicente Gómez          |
| 40  | Carlos Jiménez Rebolledo     | 1914              | 1922              | Victorino Márquez Bustillos |
| 41  | Carlos Jiménez Rebolledo     | 1922              | 1929              | Juan Vicente Gómez          |
| 42  | Tobías Utribe                | 1929              | 1931              | Juan Bautista Pérez         |
| 43  | Eleazar López Contreras      | 1931              | 1935              | Juan Vicente Gómez          |
| 44  | Antonio Chalboud Cardona     | 1935              | 1936              | Eleazar López Contreras     |
| 45  | Isaias Medina Angarita       | 1936              | 1941              | Eleazar López Contreras     |
| 46  | Antonio Chalboud Cardona     | 1941              | 1942              | Isaias Medina Angarita      |
| 47  | Juan de Cios Celis Paredes   | 1942              | 1943              | Isaias Medina Angarita      |
| 48  | Carlos Meyer                 | 1943              | 1943              | Isaias Medina Angarita      |
| 49  | Manuel Morán                 | 1943              | 1945              | Isaias Medina Angarita      |
| 50  | Delfin Becerra               | 1945              | 1945              | Isaias Medina Angarita      |
| 51  | Carlos Delgado Chalbaud      | 1945              | 1946              | Rómulo Betancourt           |
| 52  | Carlos Delgado Chalbaud      | 1946              | 1948              | Rómulo Betancourt           |
| 53  | Carlos Delgado Chalbaud      | 1948              | 1948              | Rómulo Gallegos             |
| 54  | Marcos Pérez Jiménez         | 1948              | 1950              | Carlos Delgado Chalbaud     |
| 55  | Marcos Pérez Jiménez         | 1950              | 1952              | Germán Suárez Flamerich     |
| 56  | Marcos Pérez Jiménez         | 1952 (ad interim) | 1953 (ad interim) | Marcos Pérez Jiménez        |
| 57  | Oscar Mazzei Carta           | 1953              | 1958              | Marcos Pérez Jiménez        |
| 58  | Rómulo Fernández             | 1958              | 1958              | Marcos Pérez Jiménez        |
| 59  | Marcos Pérez Jiménez         | 1958 (ad interim) | 1958 (ad interim) | Marcos Pérez Jiménez        |
| 60  | Jesús Castro León            | 1958              | 1958              | Rómulo Betancourt           |
| 61  | Josué López Hernández        | 1958              | 1961              | Rómulo Betancourt           |
| 62  | Antonio Briceño Linares      | 1961              | 1964              | Rómulo Betancourt           |
| 63  | Ramón Florencio Gómez        | 1964              | 1969              | Raúl Leoni                  |
| 64  | Marín García Villasmil       | 1969              | 1971              | Rafael Caldera              |
| 65  | Jesús Carbonel Izquierdo     | 1971              | 1972              | Rafael Caldera              |
| 66  | Gustavo Pardi Dávila         | 1972              | 1974              | Rafael Caldera              |
| 67  | Homero Leal Torres           | 1974              | 1976              | Carlos Andrés Pérez         |
| 68  | Francisco Álvarez Torres     | ?                 | ?                 | Carlos Andrés Pérez         |
| 69  | Francisco Paredes Bello      | ?                 | ?                 | Carlos Andrés Pérez         |
| 70  | Fernando Paredes Bello       | 1979              | 1979              | Luís Herrera Campíns        |
| 71  | Luis Rangel Burgoing         | 1979              | 1980              | Luís Herrera Campíns        |
| 72  | Tomás Abreu Rescaniere       | 1980              | 1981              | Luís Herrera Campíns        |
| 73  | Bernardo Leal Puchi          | 1981              | 1982              | Luís Herrera Campíns        |
| 74  | Vicente Narváez Churión      | 1982              | 1983              | Luís Herrera Campíns        |
| 75  | Humberto Alcalde Álvarez     | 1983              | 1984              | Luís Herrera Campíns        |
| 76  | Humberto Alcalde Álvarez     | 1984              | 1984              | Jaime Lusinchi              |
| 77  | Andrés Brito Martínez        | 1984              | 1986              | Jaime Lusinchi              |
| 78  | José Cardozo Grimaldi        | 1986              | 1987              | Jaime Lusinchi              |
| 79  | Eliodoro Guerrero            | 1987              | 1988              | Jaime Lusinchi              |
| 80  | Italo del Valle Alleigro     | 1988              | 1989              | Jaime Lusinchi              |
| 81  | Italo del Valle Alleigro     | 1989              | 1989              | Carlos Andrés Pérez         |
| 82  | Filmo López Uzcátegui        | 1989              | 1990              | Carlos Andrés Pérez         |
| 83  | Héctor Jurado Toro           | 1990              | 1991              | Carlos Andrés Pérez         |
| 84  | Fernándo Ochoa Antich        | 1991              | 1992              | Carlos Andrés Pérez         |
| 85  | Iván Jiménez Sánchez         | 1992              | 1993              | Carlos Andrés Pérez         |
| 86  | Iván Jiménez Sánchez         | 1993              | 1993              | Octavio Lepage (ad interim) |
| 87  | Iván Jiménez Sánchez         | 1993              | 1993              | Ramón José Velásquez        |
| 88  | Radamés Muñoz León           | 1993              | 1993              | Ramón José Velásquez        |
| 89  | Rafael Monteno Ravette       | 1993              | 1994              | Ramón José Velásquez        |
| 90  | Rafael Monteno Ravette       | 1994              | 1995              | Rafael Caldera              |
| 91  | Moisés Orozco Graterol       | 1995              | 1996              | Rafael Caldera              |
| 92  | Pedro Valencia Vivas         | 1996              | 1997              | Rafael Caldera              |
| 93  | Tito Rincón                  | 1997              | 1999              | Rafael Caldera              |
| 94  | Raúl Salazar                 | 1999              | 1999              | Hugo Chávez                 |
| 95  | Ismael Hurtado               | 1999              | 2000              | Hugo Chávez                 |
| 96  | José Vicente Rangel          | 2000              | 2002              | Hugo Chávez                 |
| 97  | Lucas Rincon Romero          | 2002              | 2002              | Hugo Chávez                 |
| 98  | José Luis Prieto             | 2002              | 2004              | Hugo Chávez                 |
| 99  | Jorge Luis García Carneiro   | 2004              | 2005              | Hugo Chávez                 |
| 100 | Orlando Maniglia             | 2005              | 2006              | Hugo Chávez                 |
| 101 | Raúl Baduel                  | 2006              | 2007              | Hugo Chávez                 |
| 102 | Gustavo Rangel Briceño       | 2007              | 2009              | Hugo Chávez                 |
| 103 | Ramón Carrizales             | 2009              | 2010              | Hugo Chávez                 |
| 104 | Carlos Mata Figueroa         | 2010              | 2012              | Hugo Chávez                 |
| 105 | Henry Rangel Silva           | 2012              | 2012              | Hugo Chávez                 |
| 106 | Diego Molero                 | 2012              | 2013              | Hugo Chávez                 |
| 107 | Diego Molero                 | 2013              | 2013              | Nicolás Maduro              |
| 108 | Carmen Meléndez              | 2013              | 2014              | Nicolás Maduro              |
| 109 | Vladimir Padrino López       | 2014              | 2019              | Nicolás Maduro              |
| 110 | Vladimir Padrino López       | 2019              | 2025              | Nicolás Maduro              |
| 111 | Vladimir Padrino López       | 2025              |                   | Nicolás Maduro              |